# Bertha Dißmann
Agnes Clara Bertha Dißmann (* 3. Oktober 1874 in Berlin; † 27. März 1954 in Langebrück) war eine deutsche Autorin von Hauswirtschafts- und Kochbüchern. Ihr Hauptwerk ist der Ratgeber für Herd und Haus, welcher von 1912 bis 1941 in insgesamt 23 Auflagen mit ca. 200.000 Exemplaren erschien.

## Leben
Bertha Dißmann wurde in Berlin geboren, lebte jedoch später in Dresden. Von 1903 bis 1912 war sie Vorsteherin der Haushaltungsschule  der Inneren Mission in Dresden. Derartige Haushaltsschulen entstanden im Zuge der Frauen- und Reformbewegung und sollten junge Frauen beim Erwerb von Fähigkeiten im Kochen, Backen, Nähen, Handarbeiten und Putzen unterstützen. Dabei stand zunächst die Vorbereitung auf eine künftige Ehe im Vordergrund, später auch die allgemeine Berufsausbildung für Frauen.
1920 ist als Dißmanns Wohnsitz erstmals die Gemeinde Langebrück nördlich von Dresden genannt, wo sie zunächst in der Bruhmstraße 11, später in der Höntzschstraße 8 und ab 1926 im eigenen Haus Höntzschstraße 6 lebte. Sie blieb zeit ihres Lebens unverheiratet und verstarb 1954 in ihrem Langebrücker Haus.
Bekannt wurde sie als Autorin zahlreicher Bücher und Schriften zum Thema Hauswirtschaft und Kochen. Neben eigenen Veröffentlichungen war sie auch als freie Mitarbeiterin an der Herausgabe weiterer Bücher beteiligt und ab 1935 Mitarbeiterin der Hausfraulichen Verlagsgesellschaft Berlin-Tempelhof. 1924 veröffentlichte das Deutsche Reichsgesundheitsministerium ein von ihr erarbeitetes Merkblatt Die wichtigsten eßbaren und schädlichen Pilze.
2013 beschloss der Langebrücker Ortschaftsrat einstimmig, eine neu angelegte Straße im Ortsteil nach Bertha Dißmann zu benennen. Nach Diskussionen über ihre Rolle während des Ersten Weltkriegs und in der NS-Zeit wurde der Beschluss im Dresdner Stadtrat vorerst ausgesetzt. Anlass waren einige strittige Äußerungen in ihren Büchern, welche als Unterstützung des Krieges und des Nationalsozialismus ausgelegt werden könnten. Nachforschungen ergaben jedoch, dass Bertha Dißmann nie Mitglied der NSDAP gewesen ist und die Aussagen im Kontext der damaligen Zeit zu sehen sind. Am 12. Dezember 2013 setzte der Stadtrat mit knapper Mehrheit die Straßenbenennung durch.

## Werke
- Ratgeber für Herd und Haus. Allgemeinverständliches, leichtfaßliches Lehr- und Hilfsbuch für den Haushaltungsunterricht, Verlag A. Huhle Dresden (1912)
- Rezepte zur Behandlung der Speisen in der Kochkiste Verlag A. Huhle Dresden (1905)
- Kriegsmahlzeiten, Vorschläge für nahrhafte und zeitgemäße Tagesbeköstigung Verlag A. Huhle Dresden (1915)
- Wer spart, hilft siegen. Grundlagen zur Herstellung einer billigen Kost (1915)
- Nahrhafte Kost bei Einschränkung von Fleisch- und Fettverbrauch mit Kochanweisungen Verlag A. Huhle Dresden (1915)
- Frauenglück. Der Lebensweg der Frau im Dienste der Liebe, Verlag A. Huhle Dresden (1921)
- Hauswirtschaft, Verlag A. Huhle Dresden (1926)
- Festküche, Verlag A. Huhle Dresden (1934)